# Бернский клуб
Бернский клуб (фр. Club de Berne) — организация для обмена разведданными между спецслужбами 28 государств Европейского союза, Норвегии и Швейцарии, названная в честь города Берна (Швейцария), где расположена её штаб-квартира. 
«Бернский клуб» существует с 1971 года и носит характер неофициального форума сотрудников спецслужб, где происходит обмен данными, опытом и мнениями, а также обсуждение актуальных вопросов разведывательного сообщества. Клуб не имеет секретариата и не принимает никаких решений, обязательных для исполнения спецслужбами Евросоюза.
Формально не входит в Бернский Клуб международная группа по борьбе с терроризмом (Counter Terrorist Group, CTG), созданная после терактов 11 сентября 2001 в США. CTG, как и Бернский Клуб, является инструментом неформального общения экспертов по терроризму и выработки рекомендаций для политических институтов ЕС, контакты с которыми поддерживает через Объединённый ситуационный центр ЕС (подразделение Европейской службы внешнеполитической деятельности). Хотя CTG формально не входит в ЕС, она выступает в качестве связующего звена между Бернским клубом и руководством ЕС, а ротация её руководства происходит по аналогии с председательством стран в ЕС.